# Otto Wienhaus

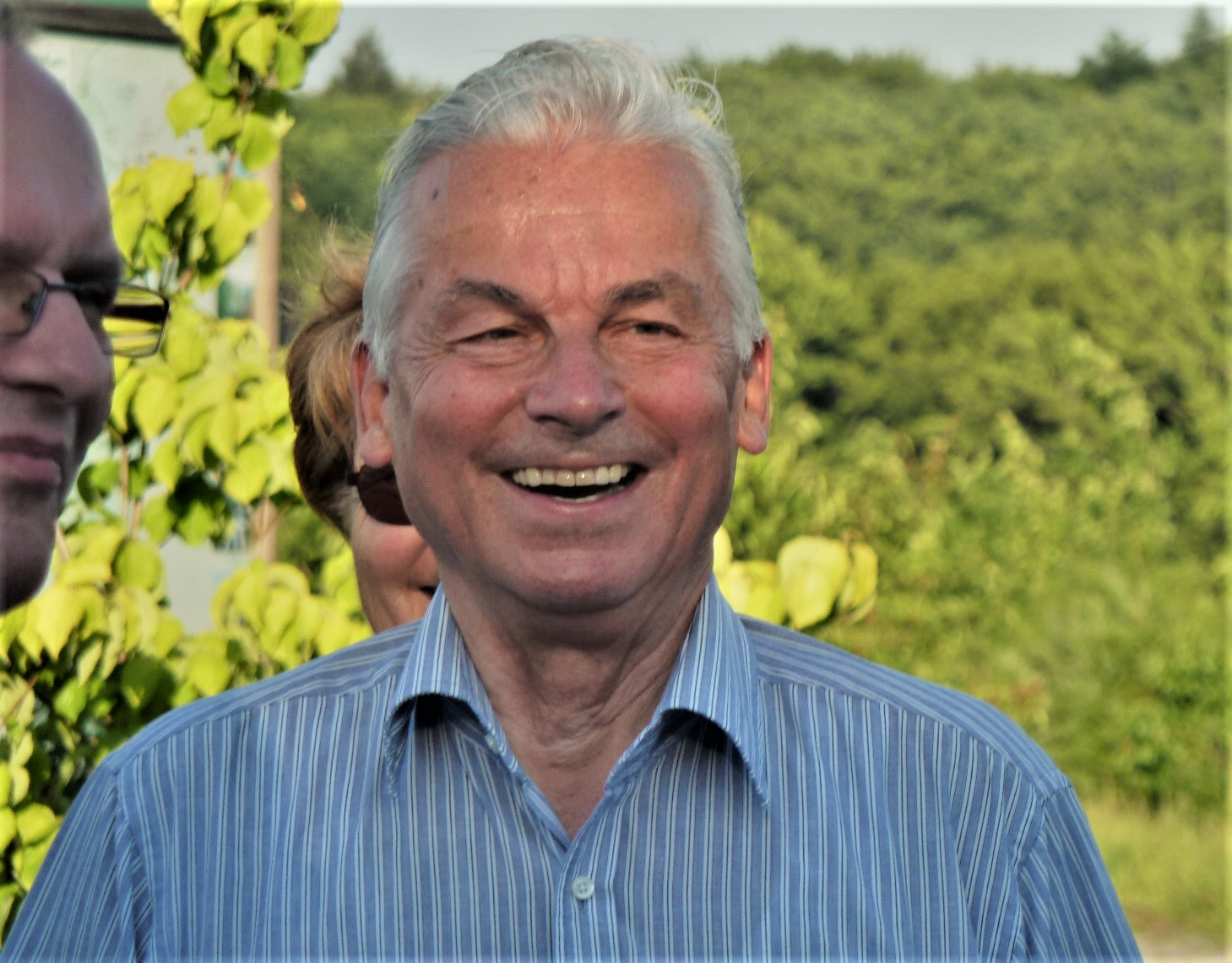
Otto Wienhaus (2012)

Otto Wienhaus (* 14. August 1937 in Tharandt) ist ein deutscher Forstingenieur und Chemiker. Er forschte anwendungsorientiert zur Erzeugung von Aktivkohlen aus Holzresten und später zur Erzeugung von Bindemitteln für Holzwerkstoffe aus Lignin, Gerbstoffen und Holzteeren. Nach 1990 widmete er sich den chemischen Grundlagen der Waldschadensforschung. Von 1990 bis 2002 hatte er die Professur für Pflanzenchemie und Ökotoxikologie an der Fakultät Forst-, Geo- und Hydrowissenschaften der Technischen Universität Dresden in Tharandt inne.

## Leben
Otto Wienhaus ist das vierte Kind von Adelheid geb. von Oertzen-Briggow und Heinrich Wienhaus, einem der bedeutendsten Terpenchemiker seiner Zeit. Dietrich von Oertzen war sein Onkel.
Im Jahr 1955 legte er das Abitur an der erweiterten Oberschule in Freital ab. Von 1955 bis 1956 absolvierte er eine Forstfacharbeiterlehre im Staatlichen Forstwirtschaftsbetrieb Lübben (Spreewald).
Von 1956 bis 1961 studierte er Forstwirtschaft an der Technischen Hochschule Dresden mit dem Abschluss als Diplom-Forstingenieur. Thema der Diplomarbeit war: „Einige Untersuchungen an sturmbeeinflussten Fichten einer Probefläche im Revier Oberböhmsdorf des Staatlichen Forstwirtschaftsbetriebs Schleiz“. Er war jahrgangsbester Absolvent des Immatrikulationsjahrgangs 1956. Im Jahr 1961 war er als Betriebsassistent im Staatlichen Forstwirtschaftsbetrieb Pirna in Königstein im Elbsandsteingebirge tätig.
Von 1961 bis 1966 studierte er Chemie an der Technischen Universität Dresden. Die Diplomarbeit hatte zum Gegenstand „Einige Versuche zum Dimethylsulfoxid-Holzaufschluss als Grundlage für weitere Untersuchungen“. Als wissenschaftlicher Assistent von 1966 bis 1986 widmete er sich im Institut für Pflanzen- und Holzchemie Tharandt der Hydrogenolyse von Lignin mit dem Ziel einer höheren Ausbeute an Mono- und Oligophenolen. In einer von ihm initiierten Hochdruckversuchsanlage führte er Versuchsreihen im halbtechnischen Maßstab durch, die durch eine Anpastung des Lignins mit Mittelöl aus Braunkohle zu einer höheren Phenolausbeute führten. Aufgrund einer Dissertation hierüber unter dem Titel: „Grundlagen der Fragmentierung von Zellstoff-Ablaugenligninen unter den Bedingungen der Hochdruckhydrierung“ wurde er 1975 zum Dr. rer. nat. promoviert.
Danach befasste er sich mit Forschungen zur Erzeugung von Aktivkohlen aus Holzresten wie Hackschnitzeln, Rinden und Xylit. Eine Dissertation zum Thema „Thermisch-chemische Veredlung von Holzresten zu Holz- und Aktivkohlen“ führten zur Promotion B zum Dr. sc. nat.
Im Jahr 1981 wurde Wienhaus die Facultas Docendi für das Fachgebiet Holzchemie verliehen, 1986 wurde er zum ordentlichen Hochschuldozenten für Holztechnologie an der Fakultät für Maschinenbau der Technischen Universität Dresden ernannt. Er forschte zum Einsatz von Lignin, Gerbstoffen und Holzteeren zur rohstoffsparenden Herstellung von Bindemitteln für Holzwerkstoffe. 1990 wurde er auf die Professur für Pflanzenchemie und Ökotoxikologie berufen und widmete sich ab 1991 den chemischen Grundlagen der Immissionsschadensforschung.
Von 1990 bis 1994 und von 1996 bis 2000 war er Direktor des Instituts für Pflanzen- und Holzchemie Tharandt. Ab 1991 wirkte er mit an der Rekonstruktion des immissionsökologischen Prüffelds im Tharandter Wald unweit der Warnsdorfer Quelle. Dort können mit Hilfe einer computergesteuerten Schadgasdosieranlage Pflanzen künstlich den in der Natur vorkommenden Schadgasimmissionen ausgesetzt werden.
Von 1998 bis 2000 koordinierte Wienhaus die Nutzerinteressen von verschiedenen Hochschuleinrichtungen, damit diese in den neuerrichteten „Judeich-Bau“ in der Pienner Straße 19 einziehen konnten. Dessen Baukosten beliefen sich auf 25,23 Mio. DM, die Kosten der Ersteinrichtung auf 2,67 Mio. DM.

## Ehrenämter
- 1990–2019 Stadtrat in Tharandt
- 2006–2014 Ortsvorsteher in Tharandt
- 1999–2000 Präsident des Rotary-Clubs Freital

## Veröffentlichungen
- mit Rosemarie Kommert: Untersuchungen chemischer und physikalischer Eigenschaften von Holz aus Kulthöhlen der Bronzezeit, Holztechnologie 11 (1970), 3, S. 177–182.
- Probleme der chemischen Holzverwertung, Holztechnologie 12 (1971), 1, S. 58–59.
- mit Friedrich Fischer: Das Lösungsmittel Dimethylsulfoxid und seine Anwendung in der Holzchemie, Holztechnologie 13 (1972), 3, S. 161–166.
- Forsterzeugnisse und ihre Verwertung, Anatomische Bauelemente des Holzes und Chemische Eigenschaften des Holzes in Hans-Joachim Mette, Udo Korell (Hrsg.): Richtlinien und Tabellen für die Forstwirtschaft, Berlin 1972, S. 151–156, 171–175, 180–186.
- mit Friedrich Fischer: Probleme zur Ligninverwertung, Die sozialistische Forstwirtschaft, Beilage zu Heft 1 (1973), S. 21–24.
- Zwei neue Verfahren zur chemischen Verarbeitung von Holz, Holztechnologie 14 (1973), 4, S. 245–246.
- mit Friedrich Fischer, M. Ryssel und J. Olbrecht: Die wasserlöslichen Kohlenhydrate des Holzes und ihr Einfluß auf die Herstellung von Holzwolle-Leichtbauplatten, Holztechnologie 15 (1974), 1, S. 12–19.
- mit Friedrich Fischer und Rainer Schiene: Die Hydrogenolyse von Lignin – ein aussichtsreiches Abbauverfahren zur Gewinnung organischer Grundchemikalien, Zellstoff & Papier 25 (1976), S. 109–116.
- mit Gerhard Kühne, Heinz Pecina und G. Szoka: Chemische Modifizierung von Holzpartikeln zwecks Eigenschaftsverbesserung von Werkstoffen aus Holz, Holztechnologie 19 (1978), 4, S. 224–231.
- Einsatz von Rohstoffen aus der Forstwirtschaft in der Lebensmittelindustrie und der Nahrungsgüterwirtschaft, Ernährungsforschung 24 (1979), 2, S. 55–59.
- Chemische Grundlagen der Pyrolyse von lignozellulose-haltigen Produkten, Eigenschaften und Einsatzmöglichkeiten der Produkte; Tagungsmaterial zur Wissenschaftlichen Tagung der Sektion Forstwirtschaft aus Anlaß der 150-Jahr-Feier der TU Dresden, Band 3, Dresden 1978, S. 43–51 (Kurzfassung); Holztechnologie 20 (1979), 3, S. 144–148 (ausführliche Fassung).
- Werkstoffe aus Holz und Zement, Holztechnologie 20 (1979), 4, S. 207–215.
- mit Rainer Schiene und Friedrich Fischer: Hydrogenolyse und Pyrolyse von Ligninen, Zellstoff & Papier 29 (1980), 2, S. 125–128.
- mit Friedrich Fischer: Die Abtrennung des Lignins aus Sulfatschwarzlaugen als Vorstufe für die stoffwirtschaftliche Nutzung dieses Polyphenols, Teil 1: Grundlagen, Zellstoff & Papier 31 (1982), 4, S. 149–152.
- mit Friedrich Fischer und Joachim Olbrecht: Die Abtrennung des Lignins aus Sulfatschwarzlaugen als Vorstufe für die stoffwirtschaftliche Nutzung dieses Polyphenols, Teil 2 : Untersuchungen zur Gewinnung von Sulfatablaugenlignin aus Kiefern-Schwarzlauge Zellstoff & Papier 31 (1982), 5, S. 198–204.
- mit Friedrich Fischer: Stand und Entwicklungstendenzen der chemischen Holzverwertung, Holztechnologie 24 (1983), 2, S. 102–110.
- mit Bärbel Schubert: Die Messung des Temperaturverlaufes der Zementhydratation als Prüfmethode für die Herstellung von Holz-Zement-Werkstoffen, Holztechnologie 25 (1984), 3, S. 118–122.
- mit Otfried Bloßfeld und R. Bayer: Untersuchungen zum differenzierten Einfluß der Holz- und Entrindungsqualität von Fichtenfaserholz auf die Qualität des Sulfitzellstoffes (Teil III) Zellstoff & Papier 33 (1984), 6, S. 223–225.
- mit Heinz Pecina: Neuartige Holzwerkstoffe unter besonderer Berücksichtigung der Verwendung von Abprodukten der Holzverwertung, Holztechnologie 26 (1985), 4, S. 182–187.
- mit Otfried Bloßfeld und R. Bayer: Untersuchungen zum differenzierten Einfluß der Holz- und Entrindungsqualität auf die Qualität des Sulfitzellstoffs (Teil II), Zellstoff & Papier 34 (1985), 1, S. 25–28.
- mit Otfried Bloßfeld, M. Born und J. Zimmer: Neue Erkenntnisse bei der Erzeugung von Holz- und Aktivkohlen aus Kiefernschlagabraum, Zellstoff & Papier 34 (1985), 1, S. 32–36.
- mit W. Löscher, W. Hentschel, Sabine Meynhardt und Matthias Weinrich: J. A. Stöckhardt – ein Wegbereiter für die interdisziplinäre Arbeit, die Zusammenarbeit mit der Praxis und die Popularisierung wissenschaftlicher Erkenntnisse. Zeitschrift für Chemie 26 (1986), 8, S. 269–275.
- im Autorenkollektiv Brockhaus ABC Chemie 5. Auflage, 2 Bände, Leipzig 1987.
- Otto Wienhaus im Autorenkollektiv Lexikon der Holztechnik, Leipzig 1988.
- mit Wolfgang Naundorf: Einsatz von Ablaugen der Zellstoffindustrie als Verkokungshilfsmittel bei der Braunkohlenverkokung, Freiberger Forschungshefte A 751, 1988, S. 30–50.
- mit Peter Niemz und J. Fabian: Untersuchungen zur Holzartendifferenzierung mit Hilfe der Infrarotspektroskopie, Teil 1, Holzforschung und Holzverwertung (Wien) 40 (1988), 6, S. 120–125.
- mit J. Ladomerski und Heinz Pecina: Zur Nutzung von Lignocelluloserückständen (LCR) aus der Furfuralerzeugung für die Herstellung von Phenolharzklebstoffen, Holz als Roh- und Werkstoff 47 (1989), S. 47–52.
- mit Peter Niemz und André Wagenführ: Charakterisierung mikrobiologisch geschädigter Hölzer, Teil 2 Untersuchungen zur Quantifizierung des Abbaues von Fichtenholz durch Braunfäulepilze unter Anwendung der Infrarotspektroskopie, Holztechnologie 30 (1989), 3, S. 151–153.
- mit Peter Niemz, Steffen Körner und M. Szaniawski: Untersuchungen zur Anwendung der Infrarotspektroskopie in der Holzforschung, Teil 3, Nachweis des Nadel-, Rinden- und Klebstoffanteils in Spangemischen aus Kiefernholz, Holzforschung und Holzverwertung (Wien) 42 (1990), 2, S. 25–28.
- mit Bärbel Schubert und Otfried Bloßfeld: Untersuchungen zum System Holz–Zement, Einfluß unterschiedlicher Zementarten auf das Abbindeverhalten von Holz–Zement-Mischungen, Holz als Roh- und Werkstoff, Berlin, Heidelberg, New York, 48 (1990), S. 185–189.
- mit Bärbel Schuber und Otfried Bloßfeld: Untersuchungen zum System Holz–Zement, Einfluß unterschiedlicher Holzarten auf das Abbindeverhalten von Holz-Zement-Mischungen und Möglichkeiten zur Modifizierung des Systems, Holz als Roh- und Werkstoff 48 (1990), S. 423–428.
- mit Zdzislaw Bernaczyk und Heinz Pecina: Untersuchungen zur Fällung von Lignin aus Sulfatschwarzlaugen, insbesondere mit Kohlendioxid, Papier 44 (1990), S. 563–569.
- Lignin as a basic component of phenol Formaldehyde binders for wood composites, Mitteilungen der Bundesanstalt für Forst- und Holzwirtschaft, Hamburg, Oktober 1991, Nr. 168, First European Workshop on Lignocellulosics and pulp (EWLP)- Utilization and analysis of Lignin, Hamburg-Bergedorf, 18.–20. September 1990; (1991) S. 97–99.
- mit Peter Niemz: Möglichkeiten zur quantitativen Bestimmung des Anteils an Rinde, Laub- und Nadelholz sowie des Pilzbefalls mit Hilfe der Infrarotspektroskopie, Drevarsky Vyskum 131 (1991), S. 1–6.
- Institut für Pflanzenchemie und Holzchemie, Wissenschaftliche Zeitschrift der Technischen Universität Dresden 41 (1992), 1, S. 73–74.
- mit Siegfried Börtitz und Friedrich Reuter: Fluorimmissionen in Sachsen–Rückblick und derzeitige Situation, Staub–Reinhaltung der Luft, Düsseldorf 52 (1992), 12, S. 461–465.
- Aerogenic air pollution in the mountainous and hilly country of saxony as evidenced by its damage causing impacts on spruce ecosystems, Papers from the 9 th World Clean Air Congress Towards the Year 2000 Montreal/Quebec, Canada, 30. August–4. September 1992, Critical Issues in the Global Environment, Vol. 2 (1992) IU–29.03.
- mit Hans-Günther Däßler und Siegfried Börtitz: Probleme und Erfahrungen zur Frage der Beteiligung von Luftverunreinigungen an der Schädigung von Straßenbäumen in der ehemaligen DDR, Gesunde Pflanze–Zeitschrift für Pflanzenschutz, Verbraucherschutz; Berlin 45 (1993), 1, S. 26–29.
- mit Herbert Lux und Friedrich Reuter: Ergebnisse langjähriger Immissions- und Depositionsmeßreihen aus dem südsächsischen Raum, Staub–Reinhaltung der Luft, Düsseldorf 54 (1994), S. 71–74.
- mit Hans-Günther Däßler und Friedrich Reuter: Tharandter Beiträge zur Phytochemie von SO2-Wirkungen  in: W. Kuttler, M. Jochimsen (Hrsg.), Immissionsökologische Forschung im Wandel der Zeit, Festschrift für Robert Guderian = Essener Ökologische Schriften, Bd. 4 (1994) Westarp-Wissenschaften, S. 39–51.
- mit Friedrich Reuter, Herbert Lux und Frank Zimmermann: Ergebnisse langjähriger Immissions- und Depositionsmessreihen aus dem südsächsischen Raum,  Staub–Reinhaltung der Luft, Springer Verlag 54 (1994) S. 71–74
- Diskussionsbeiträge in: Wozu braucht der Mensch den Wald?  Mainauer Gesprächsbeiträge zu gesellschaftspolitischen Fragen unserer Zeit, Schriftreihen der Lennart-Bernadotte-Stiftung, Herausgeber: Gräfin Sonja und Prof. Dr. h. c. mult. Graf Bernadotte, 26. November 1993, S. 64, 76.
- mit Friedrich Reuter: Die gegenwärtige Situation der SO2–Belastung in den Grenzgebirgen des Freistaates Sachsen auf der Grundlage mobiler Messungen, Der Wald, Berlin 45 (1995) 5, S. 158–160.
- Wirkungen von Luftverunreinigungen, Kapitel 1. 7. in: Fiedler, Große, Lehmann, Mittag (Hrsg.), Umweltschutz, Jena (1996), S. 202–211.
- mit Hans-Günther Däßler: 140 Jahre Immissionsforschung am Institut in Tharandt, Unser Wald, Hannover 49 (1997), 1, S. 7–10.
- mit Robert Guderian: Zusammenfassende Bewertung der aktuellen Immissionsverhältnisse, Unser Wald, Hannover 49 (1997), 1, S. 11–12.
- mit Frank Zimmermann: The air pollution and its harmful effects on the forests of the highlands in south-east of Germany, Protocols of International Symposion on Forest Decline caused by Air Pollution, Japanese Science and Technical Corporation, Hiroshima 1997, 14–15.
- mit Robert Guderian: Neuartige Waldschäden und Luftverunreinigungen, AFZ-Der Wald, 16, (1997), 891–895.
- mit Frank Zimmermann: Recent Changes of Emission, Air Pollution and Deposition Rates of Air Pollutants in Saxony/Germany and their Effects on Forests, Japanese Science and Technical Corporation, Proceedings of the International Symposion of Oxidants/Acidic Species and Forest Decline in East Asia, Nagoya 1999, 87–90.
- Modifizierung des Holzes durch eine milde Pyrolyse–abgeleitet aus den allgemeinen Prinzipien der Thermolyse des Holzes, Wissenschaftliche Zeitschrift der Technischen Universität Dresden, 48, (1999), 2, 17–22.
- Julius Adolph Stöckhardt–a pioneer of applied chemistry, Fresenius J. Analytical Chemistry (1999), 363, 139–144.
- mit Frank Zimmermann: Ergebnisse der Immissionsmessungen im östlichen Erzgebirge zwischen 1992 und 1998, Gefahrstoffe–Reinhaltung der Luft 60, (2000), 245–251
- Aktuelle Ergebnisse der Immissionsforschung an der Professur für Pflanzenchemie und Ökotoxikologie in Tharandt, VDI-Berichte Nr. 1575, (2000), 103–117, Einführung VDI-Berichte Nr. 1575, (2000), 5–6 , Schlusswort, VDI-Berichte 1575, (2000), 297–299.
- mit Frank Zimmermann und Ernst Bäucker: Localisation of Manganese, Sulphur, Potassium and Magnesium in Needle Tissues of Spruce (Picea abies (L.) Karst.) in Eastern Parts of Erzgebirge Mountains on Sites with different Manganese and Magnesium Supply. In: Phyton (Horn). Band 41, Nr. 2, 2001, S. 179–202 (englisch, zobodat.at [PDF; 5,5 MB; abgerufen am 20. April 2023]).
- mit Frank Zimmermann: Atmosphärische Deposition in Fichtenwäldern des Osterzgebirges, Gefahrstoffe–Reinhaltung der Luft, 64, (2004), 245–250.
- mit Albrecht Bemmann und G. Wegener: 200 Jahre St. Petersburger Forsttechnische Akademie, AFZ-Der Wald, 13, (2004), 700–701.
- Chemische Änderungen bei der Wärmebehandlung von Holz, Schweizerische Zeitschrift für Forstwesen, 156, (2005), 11, 427–431.
- Robert Guderian zum Gedenken, Nachrichten der Gesellschaft für Ökologie (GfÖ), 36 (2006), S. 19.

## Ehrungen
- 1984 Wissenschaftspreis der Technischen Universität Dresden
- 1991 Josef-Umdasch-Preis der Universität für Bodenkultur, Wien
- 2006 Ehrendoktor der St. Petersburger Staatlichen Forsttechnischen Akademie
- 2006 Paul-Harris-Fellow der Rotary Foundation